# داریو گاندین
داریو گاندین (انگلیسی: Darío Gandín؛ زادهٔ ۷ دسامبر ۱۹۸۳) بازیکن فوتبال اهل آرژانتین است.
از باشگاه‌هایی که در آن بازی کرده‌است می‌توان به باشگاه لئون، باشگاه اتلتیکو ایندپندینته، و باشگاه فوتبال آرژانتینوس جونیورز اشاره کرد.